# Skrövens naturreservat
Skrövens naturreservat är ett naturreservat i Gällivare kommun i Norrbottens län.
Området är naturskyddat sedan 2023 och är 142 hektar stort. Reservatet ligger sydost om Hakkas i sluttningen ner mot Skröån och består till stor del av stavatallskog (skog med smala tallar som växer upp naturligt efter brand).